# Phobetes latipes
Phobetes latipes är en stekelart som först beskrevs av Thomson 1894.  Phobetes latipes ingår i släktet Phobetes och familjen brokparasitsteklar. Inga underarter finns listade i Catalogue of Life.